# جيم كالاهان (لاعب كرة قدم أمريكية)
جيم كالاهان (بالإنجليزية: Jim Callahan)‏ هو لاعب كرة قدم أمريكية أمريكي، ولد في 29 يوليو 1946.